# Kim Dzsinszu (labdarúgó)
Kim Dzsinszu (hangul: 김진수, handzsa: 金珍洙, RR: Kim Jin-su; Csondzsu (Jeonju), 1992. június 13. –) dél-koreai labdarúgó, az FC Szöul hátvédje.

## Pályafutása

### Klubcsapatokban
2012 és 2014 között a japán Albirex Niigata, majd 2014 és 2016 között a német TSG Hoffenheim játékosa volt.
2017. január 12-én a koreai Jeonbuk Hyundai Motorshoz igazolt.

### A válogatottban
Részt vett a 2009-es U17-es és a 2011-es U20-as világbajnokságon a dél-koreai válogatottban. 2013. július 20-án mutatkozott be a dél-koreai válogatottban Ausztrália ellen. Beválogatták a 2014-es világbajnokságra készülő keretbe, de sérülés miatt nem játszhatott.
Bekerült a 2019-es Ázsia-kupa keretébe. Január 22-én ő szerezte a győztes gólt Dél-Korea számára a nyolcaddöntőben Bahrein ellen. 

## Sikerei, díjai

### Klubcsapatokkal
Jeonbuk Hyundai Motors
- K Liga 1 (5): 2017, 2018, 2019, 2020, 2021
- Koreai kupa (2): 2020, 2022

### A válogatottal
- Ázsia-játékok győztes (1): 2014
- Ázsia-kupa ezüstérmes (1): 2015
- Kelet-ázsiai labdarúgó-bajnokság győztes (1): 2019